# Godfrey Munshya
Godfrey Munshya – zambijski piłkarz grający na pozycji napastnika. W swojej karierze grał w reprezentacji Zambii.

## Kariera klubowa
W swojej karierze piłkarskiej Munshya grał w klubie Kabwe Warriors.

## Kariera reprezentacyjna
W 1982 roku Munshya był powołany do reprezentacji Zambii na Puchar Narodów Afryki 1982. Zagrał na nim w trzech meczach: grupowych z Algierią (0:1) i z Etiopią (1:0), w którym strzelił gola oraz o 3. miejsce z Algierią (2:0), w którym strzelił gola. Z Zambią zajął 3. miejsce w tym turnieju.